# Uroplatus finiavana
Uroplatus finiavana is een hagedis die behoort tot de gekko's. Het is een van de soorten bladstaartgekko's uit het geslacht Uroplatus.

## Naam en indeling
De wetenschappelijke naam van Uroplatus finiavana werd voor het eerst voorgesteld door Fanomezana Mihaja Ratsoavina, Edward E. Louis, Angelica Crottini, Roger-Daniel Randrianiaina, Frank Glaw en Miguel Vences in 2011. In veel literatuur wordt de soort nog niet vermeld. De soortaanduiding finiavana komt uit het Malagassisch en betekent vrij vertaald 'onbeweeglijk'.

## Uiterlijke kenmerken
Uroplatus finiavana bereikt een kopromplengte van 5,2 tot 6,5 centimeter zonder staart. De staart is korter dan het lichaam. De lichaamskleur is bruin, de gekko heeft geen huidflappen aan het lichaam en de staart. Op de rug is een verhoogde kiel aanwezig.

## Verspreiding en habitat
De soort komt voor in delen van Afrika en leeft endemisch op het eiland Madagaskar. Het verspreidingsgebied beperkt zich tot het uiterste noorden van het eiland, in het Nationaal park Montagne d'Ambre. De habitat bestaat uit vochtige tropische en subtropische bossen, zowel in laaglanden als in bergstreken. De bladstaartgekko is aangetroffen op een hoogte van ongeveer 700 tot 1300 meter boven zeeniveau.

## Beschermingsstatus
Door de internationale natuurbeschermingsorganisatie IUCN is de beschermingsstatus 'gevoelig' toegewezen (Near Threatened of NT).